# Oändligt uttryck
Inom matematik är ett oändligt uttryck ett uttryck med oändligt många variabler eller där samma operation repeteras oändligt många gånger. 
Exempel på oändliga uttryck är:
- oändliga serier

{\displaystyle \sum _{n=0}^{\infty }a_{n}=a_{0}+a_{1}+a_{2}+\cdots \,;}
- oändliga produkter:

{\displaystyle \prod _{n=0}^{\infty }b_{n}=b_{0}\times b_{1}\times b_{2}\times \cdots \,}
- oändliga radikaluttryck:

{\displaystyle {\sqrt {1+2{\sqrt {1+3{\sqrt {1+\cdots }}}}}}\,}
- Tetration:

{\displaystyle {\sqrt {2}}^{{\sqrt {2}}^{{\sqrt {2}}^{\cdot ^{\cdot ^{\cdot }}}}}\,}
- oändliga kedjebråk:

{\displaystyle c_{0}+{\underset {n=1}{\overset {\infty }{\mathrm {K} }}}\,{\frac {1}{c_{n}}}=c_{0}+{\cfrac {1}{c_{1}+{\cfrac {1}{c_{2}+{\cfrac {1}{c_{3}+{\cfrac {1}{c_{4}+\ddots }}}}}}}}\,}